# Ramon Casals i Basart
Ramon Casals i Basart (Can Cabasses, Parets del Vallès, 1908) va ser un polític català.

## Biografia
De professió flequer va anar a viure al carrer Sant Antoni, a la casa i al forn de pa se'l va còneixer Can Forner, on a més de pa venia queviures. Amb l'esclat de la guerra fugí a França amb Eduard Manau i Diví i Joan Anfruns, i tornà a Parets amb l'entrada de les tropes franquistes, amb les quals va combatre. Membre de FET y de las JONS, va ser alcalde de Parets del Vallès des del 1940 fins al 1943. Una de les primeres mesures que adoptà fou el nomenament de dos guardes municipals, a causa del pillatge continuat de cases i camps que hi havia a la població. També va decidir la prolongació del carrer Generalísimo Franco (avui carrer Barcelona), l'any 1941.
Aquest mateix any inicià l'ampliació de la plaça del Caudillo (plaça de la Vila), tot aprofitant la reconstrucció de l'església de Sant Esteve, que havia estat cremada durant la guerra, i per a la qual cosa va expropiar part dels terrenys confiscats a la cooperativa La Progressiva. Els anys 1941 i 1942, durant uns quants mesos, va haver de ser substituït per Josep Flaquer i Manau, per problemes de salut.
Com a alcalde, va ser cap local del Consejo Local del Movimiento, i, més tard, delegat local de propaganda. Com a membre del Consejo Local del Movimiento, va ser delegat d'excombatents des de 1953. Va ser proposat per formar part de les esquadres de la Guardia de Franco a la localitat. Consta com un dels pocs integrants per als quals se sol·licità llicència d'armes. Es va casar amb Magdalena, germana d'Eduard Manau i Diví, que fou el següent alcalde de la població. Va participar en associacions lligades al teatre local. Ja de gran marxà a viure a Granollers.